# 宇宙 (X-ファイルのエピソード)
「宇宙」（原題:Space）は『X-ファイル』のシーズン1第9話で、1993年11月12日にFOXが初めて放送した。

## スタッフ
- 監督：ウィリアム・A・グラハム
- 脚本：クリス・カーター

## キャスト

### レギュラー
- デイヴィッド・ドゥカヴニー - フォックス・モルダー特別捜査官
- ジリアン・アンダーソン - ダナ・スカリー特別捜査官

### ゲスト
- エド・ローター - マーカス・アウレリウス・ベルト中佐
- スザンナ・トンプソン - ミシェル・ジェネロー

## ストーリー
1977年、火星で水と人面岩が発見されたというニュースから「宇宙」は始まる。それと同じ年にジェミニ8号で宇宙へ行ったマーカス・ベルト中佐は宇宙遊泳中に顔らしきものに遭遇する。それから20年近くたった今でも、中佐はその顔を思い出しては苦しむ。
モルダーとスカリーはNASAの管制司令官を務めるミシェル・ジェネルーに会う。ジェネルーはNASAの内部にいる何者かが宇宙船の発射を妨害していると言い、その調査を2人に依頼する。その後すぐに行われる予定だったスペースシャトルの発射は中止となってしまう。それを知ったジェネルーは次回の発射も中止になるのではないかと心配する。次回の発射で機長を務めるのはジェネルーの婚約者であった。
NASAに到着したモルダーとスカリーはスペースシャトルのミッションの責任者の一人であるベルト中佐に会う。2人が発射の妨害が行われるのではないかと危惧する一方で、中佐は妨害について否定的だった。中佐は2人にシャトル打ち上げに立ち会うことを認めた。実際に、シャトルの発射は成功した。
シャトルが軌道に乗った後、シャトルとの通信が途絶えてしまう。ジェネルーはモルダーとスカリーに再び協力を要請し、自動車でNASAの打ち上げセンターへ向かった。その道中、ジェネルーは顔らしきものを目撃し、ハンドルを切り間違えてしまう。
その頃、シャトルは操縦不能に陥っており、管制室もシャトルを安全な場所に誘導できずにいた。シャトルの搭乗員が危険な状態にあるのは疑いようがなかった。ジェネルーはシャトルとセンターのデータ送信が何者かによって妨害されているのではないかと考えた。ベルト中佐は宇宙飛行士たちに手動でシャトルを安定させるように命じる。その後、モルダー、スカリー、ジェネルー、の反対を押し切って、中佐は飛行ミッションの続行を決断し、メディアにも「ミッションは順調だ」と虚偽の発表をする。中佐はモルダーに「もしこのミッションが失敗に終わるようなことがあれば、シャトル計画自体が中止になってしまうんだ。」と言い訳した。
ベルト中佐が家に戻ると、再びフラッシュバックに見舞われた。その瞬間、霊的な何かが中佐の肉体から離れ、窓から空に向かって飛んでいった。その後、シャトルの搭乗員たちはシャトルを何かがたたいているとセンターに報告してきた。シャトルから酸素が漏れ出しているのが確認された。搭乗員の一人がシャトルの外に幽霊がいると主張した。モルダーとスカリーがNASAの記録を調べると、ベルト中佐がチャレンジャー号爆発事故のような失敗したミッションに多く関わっていたことが分かった。
そんな混乱の最中、ベルト中佐は「霊体が私の中で生きている。私を操っている。」と呟いて倒れてしまう。中佐の指示を受けたセンターは、シャトルに軌道を変更するように命じる。すると、シャトルは無事に帰還することができた。入院中の中佐は自らにとりついている霊体に抵抗していたが、霊体を自らの死とともに葬り去るために窓から身を投げた。落下中、中佐は自身の最後のミッションのフラッシュバックを見るのだった。
モルダーは「ベルト中佐は霊体に操られてミッションの妨害を行ってはいたが、ジェネルーにその証拠を送ったのも彼だろう。」「ベルト中佐はミッションに命を捧げた。彼こそが真の宇宙飛行士だ。」と結論付ける。

## 製作
シーズン1冒頭のエピソードで予算を使いすぎたため、「氷」に引き続いて、本エピソードも低予算で製作せざるを得なかった。クリス・カーターは火星の人面岩におけるパレイドリア効果に関するニュースを読んで本エピソードの着想を得た。
本エピソードは、NASAが所有するフッテージを安価で借り受け、それらを最大限に利用してコストカットに務めたが、管制室のセットだけは予算をオーバーせざるを得なかった。その結果、本エピソードはシーズン1で最も製作費をかけたエピソードになってしまった。カーターはその理由に関して「外界と隔離されたシャトルの搭乗員をそうだと視聴者に伝わるように描けなかった。それで、補助的な何かを付け加えなければならなくなったが、それを製作するには8日分の予算では足りなかった。」と説明している。カーターはそれに加えて、「「宇宙」は「序章」の放映後すぐに撮影しなければならなかった。それが災いしたのだろう。製作スタッフはインプット作業に追われていた。何もかもがいっぺんに起こったかのような忙しさだった。」とも述べている。
本エピソードのいくつかのシーンはカナダのブリティッシュコロンビア州リッチモンドにあるカナディアン航空（現在はエア・カナダ）所有の管制塔で撮影された。カナディアン航空は製作スタッフにフライト・シミュレーターの使用を許可した。そこで、製作スタッフは撮影開始を少し延期して、搭乗員を演じる俳優たちにこのシミュレーターで訓練させた。宇宙船の管制室のセットはバンクーバーの劇場で組み立てられた。その劇場の客席の傾斜の具合がセット建設に都合がよかったためである（なお、この撮影では、コンピュータを模した小道具も使われた）。
ベルト中佐を演じたエド・ローターは「私はいい演技ができたと思っている。また、ドゥカヴニーとアンダーソンの両名とバンクーバーで共演できたことはいい経験だった。」と述べている。

## 評価
1993年11月12日、FOXは本エピソードを初めてアメリカで放映し、1070万人の視聴者（610万世帯）を獲得した。
本エピソードに対する批評家の評価は極めて低いものとなっている。フランク・ラヴーチェは著書『The X-Files Declassified』において、「おそらく、シリーズ全体を通して最も退屈で、サスペンス性の低いエピソードだ。」「霊的な何かがなぜミッションを妨害したのか全く分からない。」と批判している。『A.V.クラブ』のキース・フィップスは本エピソードにD+評価を下し、「特殊効果が全く怖くない。」「チャレンジャー号の事故の扱い方がうまくない。」と述べている。『エンターテインメント・ウィークリー』は本エピソードにD-評価を下し、「「宇宙」を見るために使う1時間は無価値だ。」と述べている。『デン・オブ・ギーク』のマット・ハイは「「宇宙」に関して書くべきものは無い。」「ミッションを妨害する霊体は印象に残らない上に、脅迫を受けているような感じや陰謀をめぐらしているような感じを一切受けない。」と評している。